# No Blue Thing
No Blue Thing vyhrálo dvě ceny Billboard Awards a je třetím albem Raye Lynche.

## Album

### Seznam stop
1. "No Blue Thing" – 5:35
2. "Clouds Below Your Knees" – 4:40
3. "Here & Never Found" – 4:44
4. "Drifted in a Deeper Land" – 7:22
5. "Homeward at Last" – 3:38
6. "Evenings, Yes" – 4:52
7. "The True Spirit of Mom & Dad" – 8:05

### Osoby
Všechnu hudbu napsal, aranžoval a produkoval Ray Lynch.
- Ray Lynch: klávesy, klasická kytara
- Tom Canning: "kytara" klávesy
- Timothy Day: flétna
- Julie Ann Giacobassi: Oboe a anglický roh
- Amy Hiraga: Viola
- David Kadarauch a Peter Wyrick: Cello
- Basil Vendryes a Geraldine Walther: Viola

### Produkce
- Mastering: Bernie Grundman v Bernie Grundman Mastering, Hollywood, CA.
- Mixáž: Ray Lynch & Daniel Ryman v Ray Lynch Productions studiu kromě “Evenings, Yes” (nahráno v Different Fur, San Francisco, CA.; mixáž v Mobius, San Francisco, CA.)